# Parulidae
Parulidele sunt un grup de păsări paseriforme mici, adesea colorate, care alcătuiesc familia Parulidae și sunt limitate la Lumea Nouă. Ele nu sunt strâns înrudite cu pitulicele din Lumea Veche sau cu pitulicele australiene. Cele mai multe sunt arboricole, dar unele, cum ar fi seiurus aurocapilla și cele două specii Parkesia, sunt în primul rând terestre. Majoritatea membrilor acestei familii sunt insectivore.

## Taxonomie
Familia Parulidae a fost introdusă în 1947 de către ornitologul american Alexander Wetmore și colaboratorii săi, Parula fiind genul tip. Parula este acum considerat un sinonim junior al Setophaga.
Un studiu filogenetic molecular al Parulidae publicat în 2010 a constatat că speciile formau mai multe clade majore care nu se aliniau cu genurile tradiționale. Acest lucru a condus la o reorganizare majoră a speciilor din cadrul familiei pentru a crea genuri monotipice. Modificările au urmat, în general, recomandările autorilor studiului, cu excepția câtorva cazuri în care genurile propuse au fost divizate pentru a separa speciile bazale de conspecificele lor propuse.
Numele științific al familiei, Parulidae, provine din faptul că Linnaeus în 1758 a numit parula de nord ca Parus americanus, iar pe măsură ce s-a dezvoltat taxonomia, numele genului a fost modificat mai întâi în Parulus și apoi în Parula. Numele de familie derivă din numele genului.

## Specii existente
Familia Parulidae conține 120 specii împărțite în 18 genuri.
| Imagine | Gen                            | Specie |
| ------- | ------------------------------ | --- |
|         | Seiurus Swainson, 1827         | - Seiurus aurocapilla |
|         | Helmitheros Rafinesque, 1819   | - Helmitheros vermivorum |
|         | Parkesia Sangster, 2008        | - Parkesia noveboracensis - Parkesia motacilla |
|         | Vermivora Swainson, 1827       | - Vermivora bachmanii - Vermivora cyanoptera - Vermivora chrysoptera |
|         | Mniotilta Vieillot, 1816       | - Mniotilta varia |
|         | Protonotaria Baird, 1858       | - Protonotaria citrea |
|         | Limnothlypis Stone, 1914       | - Limnothlypis swainsonii |
|         | Oreothlypis Ridgway, 1884      | - Oreothlypis gutturalis - Oreothlypis superciliosa |
|         | Leiothlypis Sangster, 2008     | - Leiothlypis peregrina - Leiothlypis celata - Leiothlypis crissalis - Leiothlypis luciae - Leiothlypis ruficapilla - Leiothlypis virginiae |
|         | Leucopeza Sclater, 1876        | - Leucopeza semperi |
|         | Oporornis Baird, 1858          | - Oporornis agilis |
|         | Geothlypis Cabanis, 1847       | - Geothlypis trichas - Geothlypis beldingi - Geothlypis flavovelata - Geothlypis rostrata - Geothlypis semiflava - Geothlypis speciosa - Geothlypis aequinoctialis - Geothlypis velata - Geothlypis auricularis - Geothlypis chiriquensis - Geothlypis poliocephala - Geothlypis nelsoni - Geothlypis tolmiei - Geothlypis philadelphia - Geothlypis formosa |
|         | Catharopeza P.L. Sclater, 1880 | - Catharopeza bishopi |
|         | Setophaga Swainson, 1827       | - Setophaga plumbea - Setophaga angelae - Setophaga pharetra - Setophaga citrina - Setophaga ruticilla - Setophaga kirtlandii - Setophaga tigrina - Setophaga cerulea - Setophaga americana - Setophaga pitiayumi - Setophaga magnolia - Setophaga castanea - Setophaga fusca - Setophaga petechia - Setophaga pensylvanica - Setophaga striata - Setophaga caerulescens - Setophaga palmarum - Setophaga pityophila - Setophaga pinus - Setophaga coronata - Setophaga auduboni - Setophaga auduboni nigrifrons - Setophaga goldmani - Setophaga dominica - Setophaga flavescens - Setophaga vitellina - Setophaga discolor - Setophaga adelaidae - Setophaga subita - Setophaga delicata - Setophaga graciae - Setophaga nigrescens - Setophaga townsendi - Setophaga occidentalis - Setophaga chrysoparia - Setophaga virens - Setophaga coronata |
|         | Myiothlypis Cabanis, 1850      | - Myiothlypis luteoviridis - Myiothlypis basilica - Myiothlypis leucophrys - Myiothlypis flaveola - Myiothlypis leucoblephara - Myiothlypis nigrocristata - Myiothlypis signata - Myiothlypis fulvicauda - Myiothlypis rivularis - Myiothlypis bivittata - Myiothlypis chrysogaster - Myiothlypis chlorophrys - Myiothlypis conspicillata - Myiothlypis cinereicollis - Myiothlypis fraseri - Myiothlypis coronata |
|         | Basileuterus Cabanis, 1848     | - Basileuterus griseiceps - Basileuterus culicivorus - Basileuterus culicivorus hypoleucus - Basileuterus trifasciatus - Basileuterus rufifrons - Basileuterus delattrii - Basileuterus belli - Basileuterus melanogenys - Basileuterus ignotus - Basileuterus tristriatus - Basileuterus punctipectus - Basileuterus melanotis - Basileuterus tacarcunae - Basileuterus lachrymosus |
|         | Cardellina Bonaparte, 1850     | - Cardellina canadensis - Cardellina pusilla - Cardellina rubrifrons - Cardellina rubra - Cardellina versicolor |
|         | Myioborus Baird, 1865          | - Myioborus pictus - Myioborus miniatus - Myioborus brunniceps - Myioborus flavivertex - Myioborus albifrons - Myioborus ornatus - Myioborus melanocephalus - Myioborus torquatus - Myioborus pariae - Myioborus albifacies - Myioborus cardonai - Myioborus castaneocapillus |

1. ↑  Wetmore, A.; Friedmann, H.; Lincoln, F.C.; Miller, A.H.; Peters, J.L.; van Rossem, A.J.; Van Tyne, J.; Zimmer, J.T. (1947). „Twenty-second supplement to the American Ornithologists' Union checklist of North American birds” (PDF). Auk. 64 (3): 445–452 [451]. doi:10.2307/4080390. JSTOR 4080390.
2. 1 2 3  Lovette, I.J.; Pérez-Emán, J.L.; Sullivan, J.P.; Banks, R.C.; Fiorentino, I.; Córdoba-Córdoba, S.; Echeverry-Galvis, M.; Barker, F.K.; Burns, K.J.; Klicka, J.; Lanyon, S.M.; Bermingham, E. (2010). „A comprehensive multilocus phylogeny for the wood-warblers and a revised classification of the Parulidae (Aves)”. Molecular Phylogenetics and Evolution. 57 (2): 753–770. doi:10.1016/j.ympev.2010.07.018. PMID 20696258.
3. 1 2  Gill, Frank; Donsker, David; Rasmussen, Pamela, ed. (iulie 2023). „New World warblers, mitrospingid tanagers”. IOC World Bird List Version 13.2. International Ornithologists' Union. Accesat în 22 noiembrie 2023.